# Jan Quicke
Joannes (Jan) Quicke (Brugge, 28 september 1744 – aldaar, 2 juni 1805) was een Vlaams volksdichter.

## Levensloop
Quicke was een zoon van Paul Quicke en Joanna Eeuwhoudts. Hij ontving lessen in lezen, schrijven en rekenen van een van de vele schoolmeesters die de stad telde. Van beroep werd hij meester-schoenmaker en hij trouwde met Maria Pavot. Daarnaast was hij griffier van de Brugse rederijkerskamer van het Heilig Kruis. Zijn persoonlijke kenspreuk luidde: Deugd baart vreugd. Hij nam talrijke keren deel aan de prijsvragen die door de drie Brugse rederijkerskamers werden uitgeschreven, behaalde bij elk van hen hoofdprijzen en werd ook lid van elk van die kamers, naast het Heilig Kruis ook van de hoofdgilde van de Heilige Geest en van de rederijkerskamer De Drie Santinnen.
Hij had geen noemenswaardige literaire opvoeding genoten, maar ontpopte zich toch tot een volksgeliefde dichter van talrijke liederen en gelegenheidsdichten (mengeldichten, lofdichten, bruiloftszangen, gedichten bij priesterwijdingen of kloosterintredingen, bij prijsuitdelingen, rouwgedichten, enz.). 
Zijn voornaamste werk was een lofzang op Joost van den Vondel. Het was eigenlijk het in alexandrijnen omzetten van de biografieën gewijd aan Vondel, in het bijzonder van de biografie in 1682 gepubliceerd door Geeraert Brandts. Het werk werd uitgegeven in februari 1790, tijdens de korte periode van de Verenigde Belgische Staten, met goedkeuring van het Comité principael, vertegenwoordigd door François Busschop. Maurits Sabbe beschuldigde Quicke van plagiaat, omdat hij de biografie door Geraard Brandt had gebruikt zonder eraan te refereren. Jozef Huyghebaert heeft dit tegengesproken. Volgens hem refereerde Quicke wel degelijk aan Brandt en daarbij was zijn biografie origineel in de mate waarin het een werk, niet in proza maar in alexandrijnen was. Huyghebaert beklemtoonde tevens dat Brandt niet zijn enige inspiratiebron was geweest en op drieëntwintig plaatsen elementen voorkwamen die niet bij Brandt te vinden waren. Naar aanleiding van de publicatie van zijn 'Vondel' werden door zijn vrienden-rederijkers niet minder dan vijftien huldedichten aan hem gericht.
Zijn vriend, de Brugse kroniekschrijver Pieter Ledoulx, beschreef hem als volgt: ‘altijd een gelaat dat de eerbiedigheid aankondigde, de godvruchtigheid voorstelde en de beleefdheid uitdrukte. Hij schreef ook dat Quicke "was begaeft met een kloeck vernuft en poëtischen geest, waer deur hij als aengedrongen wierd om deselve werkstellig te maecken".
Het portret van Quicke werd gegraveerd door Joseph Charles De Meulemeester en gedrukt met een onderschrift door Jan-Baptist Baude.

## Publicaties
- Gezang toegeeygent aen de deugdrijke mejouffrouwe Theresia Van den Bogaerde ter oorzaeke van haere solmennele professie (...), Brugge, C. F. De Moor, 1780.
- Huwelijksdicht voor Ludovicus van den Bogaerde en Coleta de Schietere, Brugge, 1780.
- Treurgezangen op den dood van keizerin Maria-Theresia, Brugge, C. F. De Moor, 1781.
- Heylwenschende lofgalm toegepast aen den Wel-Edelen Roemwaerdigen en Deugdminnenden bruydegom jonkheer Jan Louis Rotsart d'Hertaing, benevens aen zyn Welbeminde en Deugdlievende Bruyd Me Theresia de Gajaffa (...), Brugge, C. F. De Moor, 1781.
- Eergalm in maetgezang toegevoegt aen den hoogachtbaeren  en schranderen wysgeer Franciscus Beyts, primus van Loven, Brugge, 1782.
- Het leven en lofbaere daeden van den weergaeloosen onvermoeyelyken digter Joos van Vondel, verdeeld in dry gesangen, benevens eene redevoering over de natuerkunde en de werking der negen zanggodessen, Brugge, De Moor, 1789.
- Gelukwensch opgedragen aen den weledelen en deugdrijken heer jonkheer Jan Bapt. D'Hooghe (...), Brugge, 1790.
- Verheugende rymgalmen ter gelegenheyt van de herstellinge en verheffinge der noyt-volprezen en christelijke maetschappye van de van het alderheyligste sacrament (...), Brugge, Franciscus van Eeck, 1790.
- Eerbazuin geblazen tot lof van den onvermoeilijken en menschlievenden heer Petrus Le Doulx, kunstschilder voor het opstellen der levens van de geleerden der stad Brugge, Brugge, 1800.